# Wszystko w swoim czasie
Wszystko w swoim czasie – piąty album studyjny polskiego piosenkarza Meek, Oh Why?. Wydawnictwo ukazało się 18 października 2024 nakładem wytwórni muzycznej Polydor Records w dystrybucji Universal Music Polska.
Album jest utrzymany w stylu muzyki hip-hop i pop-rap. Składa się z wersji standardowej (1 CD).
Płyta zadebiutowała na 79. miejscu polskiej listy sprzedaży – OLiS.
Nagrania były promowane singlami: „Wspaniały świat”, „Bańka”, „Zoo”, „Przeszłość” i „Złote łezki”.

## Lista utworów
Opracowano na podstawie materiału źródłowego.
| Wszystko w swoim czasie – Wersja standardowa | Wszystko w swoim czasie – Wersja standardowa | Wszystko w swoim czasie – Wersja standardowa | Wszystko w swoim czasie – Wersja standardowa | Wszystko w swoim czasie – Wersja standardowa |
| Nr                                           | Tytuł utworu                                 | Słowa                                        | Muzyka                                       | Długość                                      |
| -------------------------------------------- | -------------------------------------------- | -------------------------------------------- | -------------------------------------------- | -------------------------------------------- |
| 1.                                           | „MIG-24”                                     | Mikołaj Kubicki                              | Mikołaj Kubicki, Tymoteusz Bies              | 1:09                                         |
| 2.                                           | „Afirmacje”                                  | Mikołaj Kubicki                              | Mikołaj Kubicki, Tymoteusz Bies              | 1:29                                         |
| 3.                                           | „Nie ma szans”                               | Mikołaj Kubicki                              | Mikołaj Kubicki, Tymoteusz Bies              | 1:46                                         |
| 4.                                           | „Bańka”                                      | Mikołaj Kubicki                              | Mikołaj Kubicki, Mateusz Przybylski          | 3:15                                         |
| 5.                                           | „Przeszłość”                                 | Mikołaj Kubicki                              | Mateusz Dec                                  | 2:29                                         |
| 6.                                           | „Rzeka”                                      | Mikołaj Kubicki                              | Mikołaj Kubicki, Tymoteusz Bies              | 2:29                                         |
| 7.                                           | „Zoo”                                        | Mikołaj Kubicki                              | Mikołaj Kubicki, Tymoteusz Bies              | 2:38                                         |
| 8.                                           | „Złote łezki”                                | Mikołaj Kubicki                              | Mikołaj Kubicki, Tymoteusz Bies              | 3:01                                         |
| 9.                                           | „Życie jest jedno”                           | Mikołaj Kubicki                              | Mikołaj Kubicki, Tymoteusz Bies              | 2:48                                         |
| 10.                                          | „LCV”                                        | Mikołaj Kubicki                              | Mikołaj Kubicki, Tymoteusz Bies              | 2:33                                         |
| 11.                                          | „Wspaniały świat”                            | Mikołaj Kubicki                              | Mikołaj Kubicki, Tymoteusz Bies              | 2:38                                         |
| 12.                                          | „Nuda”                                       | Mikołaj Kubicki                              | Mikołaj Kubicki, Tymoteusz Bies              | 1:47                                         |
|                                              |                                              |                                              |                                              | 28:02                                        |

## Pozycje na listach sprzedaży

### Pozycje na listach tygodniowych
| Kraj   | Lista (2024)            | Najwyższa pozycja |
| ------ | ----------------------- | ----------------- |
| Polska | OLiS – albumy           | 79                |
| Polska | OLiS – albumy fizycznie | 25                |